# Poecile hypermelaenus
Poecile hypermelaenus е вид птица от семейство Paridae.

## Разпространение
Видът е разпространен в Китай и Мианмар.